# Percy Erskine Nobbs
 (décembre 2023).
Si vous disposez d'ouvrages ou d'articles de référence ou si vous connaissez des sites web de qualité traitant du thème abordé ici, merci de compléter l'article en donnant les références utiles à sa vérifiabilité et en les liant à la section « Notes et références ».
Percy Erskine Nobbs (11 août 1875 - 5 novembre 1964) est un architecte canadien né à Haddington, Écosse et ayant fait ses études au Royaume-Uni. 

## Biographie

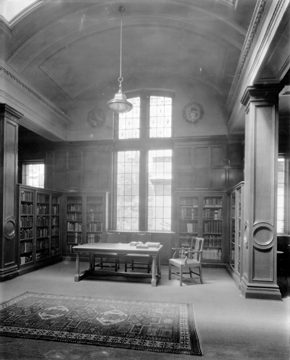
Bibliothèque Osler de l'histoire de la médecine de l'Université McGill, 1925

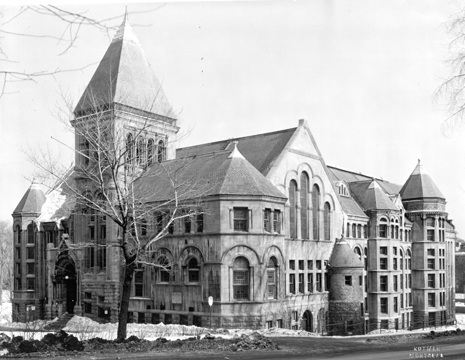
Redpath Hall, 1935

Il passe la majeure partie de sa carrière dans les environs de Montréal. Travaillant souvent en partenariat avec George Taylor Hyde, Nobbs est à l'origine de la conception d'une grande partie des bâtiments emblématiques de Montréal. Il est un membre important du mouvement architectural canadien Arts and Crafts. 
Un de ses premiers bâtiments est une station de pompiers sur Euston Road, dans le style « Arts and Crafts », en 1901. Nobbs reçoit de nombreux prix d'architecture avant même de rejoindre l'Université McGill en 1903 en tant que professeur d'architecture. Il obtient son autorisation d'exercer en tant qu'architecte alors qu'il est déjà professeur. Il décroche rapidement plusieurs contrats, d'abord pour des résidences privées, puis avec diverses administrations. Il est rapidement réputé pour le soin avec lequel il choisit l'emplacement et l'orientation de la maison, ainsi que la disposition des fenêtres et des ouvertures, qu'il considère au moins aussi important que l'allure générale de la maison. Sa devise "Construire pour l'usage autant que pour l'aspect" ("Building for Prospect as well as Aspect") devient rapidement célèbre.
Il est chargé de la décoration intérieure de Currie Hall (en) au Royal Military College of Canada à Kingston, Ontario. Les décorations du Currie Hall évoquent les succès des Corps d'armée Canadiens lors de la Grande Guerre, et sous la monarchie britannique.
Nobbs et Hyde sont les architectes de la construction ou de la restructuration de nombreux bâtiments de l'université McGill et de plusieurs établissements commerciaux aux alentours de Montréal. Nobbs est à l'origine du plan d'ensemble de l'Université d'Alberta et remporte la compétition pour le Monument commémoratif de guerre de Regina en Saskatchewan.
Il est un escrimeur accompli et représente le Canada aux Jeux Olympiques de 1908. 
Il publie deux livres, Tactiques d'escrime et Tactique du saumon.

## Sources
1. ↑  Canada's Historic Places

- (en) Susan Wagg, PERCY ERSKINE NOBBS Architect, Artist, Craftsman, Kingston and Montreal, McCORD MUSEUM, McGill University by McGILL - QUEEN'S UNIVERSITY PRESS, 1982, HTML (ISBN 978-0-7735-0395-3, lire en ligne)
- (en) « Legacy of Nobbs », McGill Engineering School of Architecture, McGill.ca, 27 septembre 2006 (consulté le 26 avril 2008)